# Rhabdoblatta omei
Rhabdoblatta omei är en kackerlacksart som beskrevs av Bei-Bienko 1958. Rhabdoblatta omei ingår i släktet Rhabdoblatta och familjen jättekackerlackor. Inga underarter finns listade i Catalogue of Life.